# Ґудзик (фільм)
«Ґудзик» — український мелодраматичний телевізійний фільм режисера Володимира Тихого зфільмований у 2008 році за однойменним романом Ірен Роздобудько.

## Сюжет
80-ті роки у СРСР, який охоплений «перебудовою» та «гласністю», в Афганістані йде війна, де гинуть вісімнадцятирічні хлопчаки. Денис (Анатолій Пашинін), головний герой стрічки, студент кінематографічного інституту. Він щасливий, що його не відправили виконувати обов'язок воїна-інтернаціоналіста у Афганістан.
Молодий хлопець розважається на повну. Одного разу він зустрічає жінку, у яку відразу ж шалено закохується. Та у неї є родина, вона успішний режисер і відкидає зухвалого юнака. Засмучений він вирушає на війну до Афганістану, де суворе оточення сприяє перегляду його життєвої позиції. Через багато років вони зустрічаються знову, і його кохання піднесе йому нові випробування та труднощі.

## У ролях
| Актор             | Роль                |
| ----------------- | ------------------- |
| Анатолій Пашинін  | Денис, головна роль |
| Ганна Кузіна      | Ліка                |
| Вікторія Ісакова  | Єлизавета Тенецька  |
| Інга Нагорна      | студентка           |
| Віктор Марвін     | Денис               |
| Андрій Валенский  | епізод              |
| Тетяна Камбурова  | епізод              |
| Артем Мартинишин  | студент-художник    |
| Олександр Попов   | '                   |
| Антін Мухарський  | '                   |
| Христина Ярошенко | художниця           |
| Олег Лисий        | художник            |
| Маргарита Бахтіна | вахтерка            |